# مانیتور آدیو
مانیتور آدیو (انگلیسی: Monitor Audio) شرکت الکترونیک بریتانیایی است، که در سال ۱۹۷۲ تأسیس شد.